# كورتة كويل
كورتة كويل هي قرية في مقاطعة أرومية، إيران. عدد سكان هذه القرية هو 57 في سنة 2006.